# Francesca da Rimini (Adlige)
Francesca da Rimini oder Francesca da Polenta (* in Ravenna; † zwischen 1283 und 1286, nach anderen Angaben zwischen 1285 und 1289) war die Tochter von Guido da Polenta (genannt Guido Minore), des Herrn (signore) von Ravenna. Sie war Zeitgenossin Dante Alighieris und eine der Handlungspersonen  in dessen Göttliche Komödie. Berühmt wurde sie durch den Umstand, dass sie von ihrem Ehemann, Giovanni Malatesta, wegen Ehebruchs mit dessen jüngerem Stiefbruder Paolo ermordet wurde.

## Leben
Francescas Familie strebte in ihrer Heimatstadt Ravenna nach der Herrschaft, die sie 1275 erlangte; in Rimini versuchte der Condottiere Malatesta da Verucchio an die Macht zu kommen, was ihm 1295 gelang. Diese beiden Familien waren damals die bedeutendsten Geschlechter der Romagna. Zwischen ihnen soll eine Rivalität bestanden haben, doch die Behauptung der Dante-Kommentatoren, dass sie in Fehde lagen, wird von der Geschichtsschreibung nicht bestätigt. Jedenfalls schlossen die Polenta und die Malatesta um die Mitte der siebziger Jahre ein Bündnis, das durch eine dynastische Heirat besiegelt wurde. Guido da Polenta verheiratete um 1275 seine Tochter Francesca mit Giovanni („Gianciotto“), dem ältesten Sohn von Malatesta da Verucchio. Giovanni ist in Rimini nie an die Macht gekommen, da er vor seinem Vater starb; er wurde 1304 ermordet. Im Ottimo commento, einem um 1333 in Florenz entstandenen Dante-Kommentar, wird Giovanni als kriegerisch und grausam beschrieben, Francesca als sehr schön und fröhlich. Für Guido zahlte sich das Bündnis aus; als er im September 1275 in einem militärischen Handstreich die Kontrolle über Ravenna übernahm, wurde er von Hilfstruppen der Malatesta unterstützt.
Dantes spärlichen Angaben lässt sich nur wenig zur Biographie Francescas entnehmen. Obwohl er ein erbitterter Gegner der Familie Malatesta war, nennt er in diesem Zusammenhang nicht einmal deren Namen. Er erwähnt nur Francescas Geburtsort (ohne ihn namentlich zu nennen; dass es Ravenna ist, muss der Leser erschließen), ihren Vornamen und den Umstand, dass sie mit ihrem Geliebten, mit dem sie verschwägert war, von einem Bruder (des Geliebten) ermordet wurde. Man erfährt weder den Namen des Mörders noch den Umstand, dass er ihr Gatte war. Weiteres ist in den Dante-Kommentaren überliefert, deren Berichte im Lauf der Zeit legendenhaft ausgeschmückt wurden. In dem um 1322 entstandenen Dante-Kommentar von Jacopo Alighieri wird nur mitgeteilt, Francesca habe sich auf ein ehebrecherisches Verhältnis mit Giovannis jüngerem Bruder Paolo „il Bello“ eingelassen. Als Giovanni, der verkrüppelt oder lahm („sciancato“) gewesen sei, dies entdeckt habe, habe er beide getötet. In dem nur wenige Jahre später verfassten Kommentar von Jacopo della Lana werden weitere Einzelheiten mitgeteilt: Giovanni habe das ehebrecherische Paar auf frischer Tat ertappt und beide zugleich mit seinem Schwert durchbohrt. Die Datierung der Tat ergibt sich daraus, dass Paolo am 28. Februar 1283 letztmals als lebend bezeugt ist und dass Giovanni spätestens 1286 eine neue Ehe geschlossen hat.
An dem Bündnis zwischen den Familien Malatesta und da Polenta änderte sich durch den Mord nichts; auch in den folgenden Jahren handelten sie einträchtig.

## Legende
Dante lässt Francesca, die ihm in der Göttlichen Komödie als Verstorbene in der Hölle begegnet, berichten, dass die Initiative zu dem Verhältnis von ihrem Geliebten ausging, der von ihrer Schönheit ergriffen war. Sie erzählt, die gemeinsame Lektüre der Geschichte von Lancelot und Guinevere (Lancelot du Lac) habe dazu geführt, dass sie sich küssen ließ und sich ihm hingab.
Erst Giovanni Boccaccio gestaltete den Stoff zu einer romantischen Erzählung, die für die Folgezeit das Bild Francescas prägte. Er fügte den überlieferten Nachrichten frei erfundene Einzelheiten hinzu. Nach seiner Darstellung wurde Guido da Polenta von einem Freund gewarnt, Francesca werde ihrer geplanten Verheiratung niemals zustimmen, wenn sie ihren künftigen Gatten, der hässlich und missgestaltet war, vor der Hochzeit sehe. Guido wollte aber Giovanni zu seinem Schwiegersohn machen, weil er erwartete, dass dieser künftig die Herrschaft über Rimini erlangen würde. Daher ließ man den gutaussehenden Paolo nach Ravenna kommen, wo er stellvertretend für seinen Bruder die Ehe schloss. Francesca verliebte sich sogleich in Paolo und man ließ sie zunächst im Glauben, er sei nun ihr Ehemann. Erst am Morgen nach der Hochzeitsnacht entdeckte sie ihren Irrtum. Sie hielt an ihrer Liebe zu Paolo fest und wurde so zur Ehebrecherin. Als Giovanni die beiden ertappte, wollte er nur seinen Bruder töten, da er seine Frau liebte, doch weil Francesca sich zwischen die beiden Männer stellte, musste auch sie sterben.
Im Unterschied zur älteren Überlieferung weist Boccaccio Francesca eine sehr aktive Rolle zu. Bei ihm ist sie nicht eine verführte Ehebrecherin, sondern sie hält nur an ihrer anfänglichen Entscheidung für Paolo fest, da sie mit Recht in ihm den Mann sieht, für den sie sich von Anfang an entschieden hat und den sie auch am Hochzeitstag zu heiraten glaubte. Boccaccio macht aus Francesca eine unschuldige und willensstarke Heldin. Damit widerspricht er der Version Dantes. Er stellt auch ausdrücklich fest, er halte Dantes Darstellung des Beginns der Liebesgeschichte für unglaubwürdig, und suggeriert, er selbst habe Zugang zu einer mündlichen Überlieferung, die zuverlässiger sei als Dantes Quelle. Damit war er erfolgreich, die Nachwelt schenkte ihm Glauben und verband seine Version mit der Dantes.
Verschwiegen wird in der Francesca-Legende der Umstand, dass Paolo verheiratet war. Er hatte mit seiner Frau Orabile Beatrice, der Tochter und Erbin des Grafen Uberto von Ghiaggiolo, zwei Kinder, den Sohn Uberto, der Ghiaggiolo erbte, und die Tochter Margharita. In der modernen Forschung wird vermutet, dass der Gegensatz zwischen den Brüdern Giovanni und Paolo, der zu Paolos Tod führte, nicht nur und vielleicht nicht in erster Linie aus dem Ehebruch resultierte, sondern dass auch Streit um das künftige Erbe der beiden, insbesondere um Ghiaggiolo, eine wichtige Rolle spielte.

## Wirkung in der Kunst

### Dichtung
- Dante, Göttliche Komödie, Inferno, Canto 5, 73–142 (Text bei Wikisource: dt., ital.).
- Giovanni Boccaccio: Esposizioni sopra la Commedia di Dante (Erläuterungen zu Dantes Göttlicher Komödie) V, 97-99.
- Silvio Pellico, Francesca da Rimini (1815)
- John Keats, A dream, after reading Dante’s episode of Paulo and Francesca, Sonett (1819)
- Paul Heyse, Francesca von Rimini. Tragödie in fünf Acten (Berlin: Hertz, 1850)
- George Henry Boker, Francesca da Rimini (Drama, 1853)
- Martin Greif: Francesca da Rimini. Tragödie in fünf Akten (1892; Digitalisat bei Google Books)
- Ernst von Wildenbruch: Franceska von Rimini. Novelle (1897; Digitalisat der 2. Auflage im Internet Archive)
- Gabriele D’Annunzio, Francesca da Rimini (Drama, 1901, geschrieben für Eleonora Duse; Übersetzung ins Deutsche Karl Gustav Vollmoeller, 1903)

### Bildende Kunst
- Jean-Auguste-Dominique Ingres, Paolo and Francesca (1819), Öl auf Leinwand. Musée des Beaux-Arts, Angers, Frankreich.
- Ary Scheffer, Francesca da Rimini und Paolo Malatesta (1855), Öl auf Leinwand. Louvre, Paris.
- Gustave Doré, Illustration zu Canto V Vers 73–75 der Göttlichen Komödie von Dante – Francesca und Paolo da Rimini in der Hölle, Stahlstich (1861)
- Anselm Feuerbach, Francesca da Rimini und Paolo bei der Lektüre von „Lancelot und Guinevere“ (1863)
- Alexandre Cabanel, Der Tod von Francesca da Rimini und Paolo Malatesta (1870), Öl auf Leinwand. Musée d’Orsay, Paris.
- Auguste Rodin, Der Kuss, ursprünglich Francesca da Rimini, Skulptur (1888), Musée Rodin, Paris.
- Josef Thorak, Francesca da Rimini (1943), Skulptur
- Johann Kluska, Francisca da Rimini, 1950, 1958, 1963, mehrere Bilder aus seiner umfangreichen Bilderserie zur Göttlichen Komödie

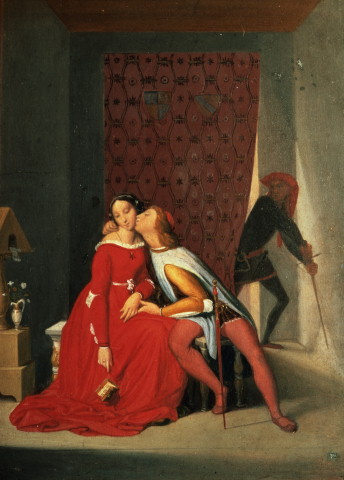
Jean-Auguste-Dominique Ingres
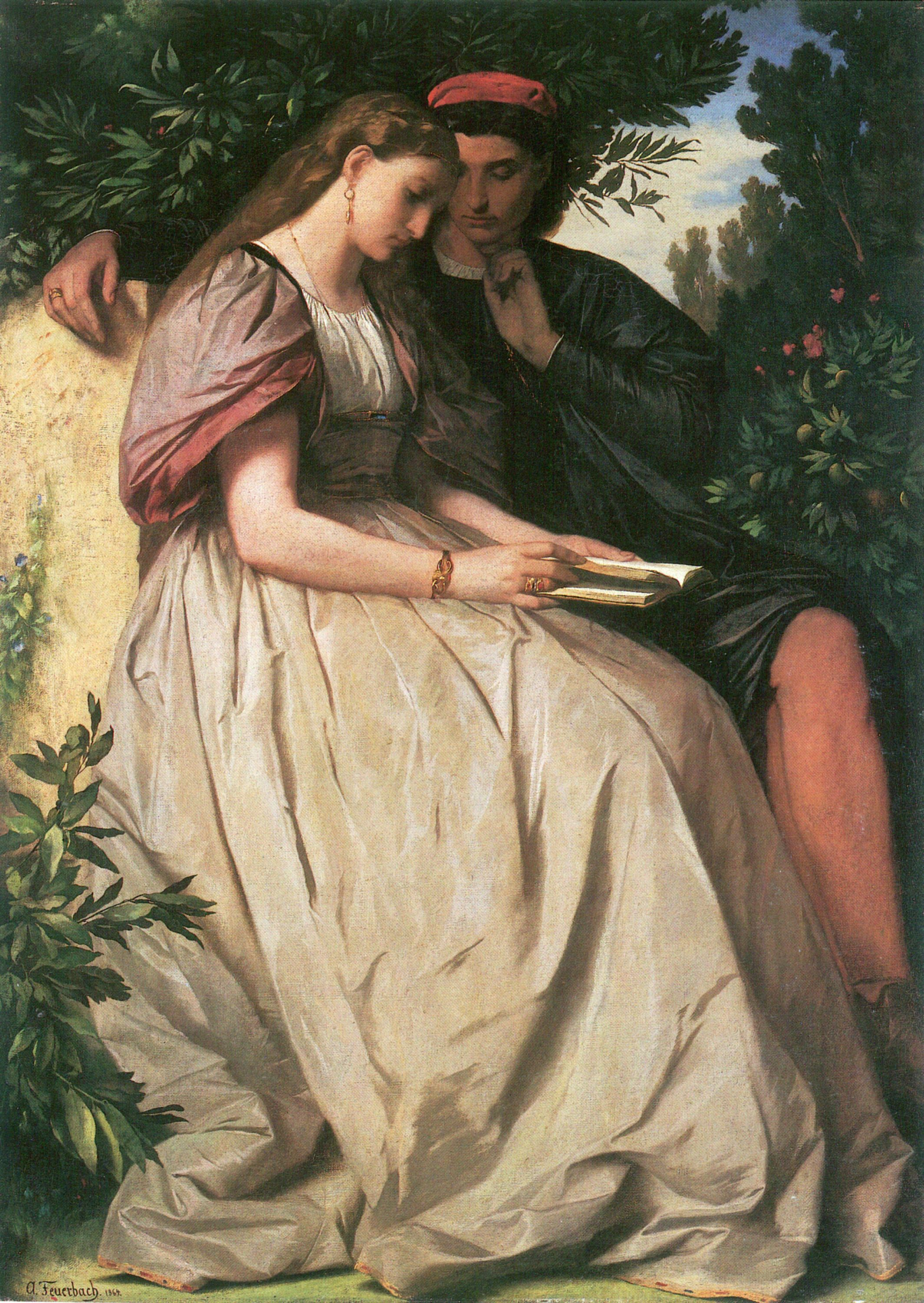
Anselm Feuerbach
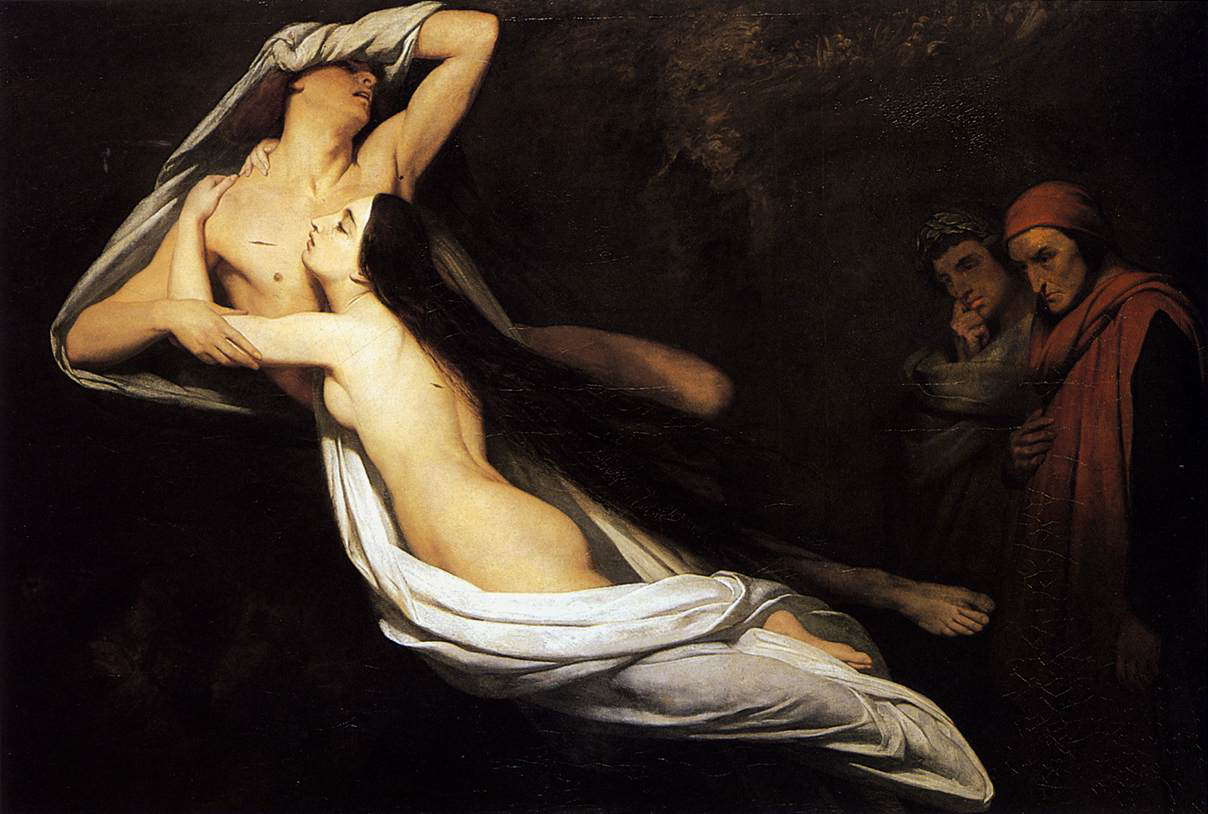
Ary Scheffer
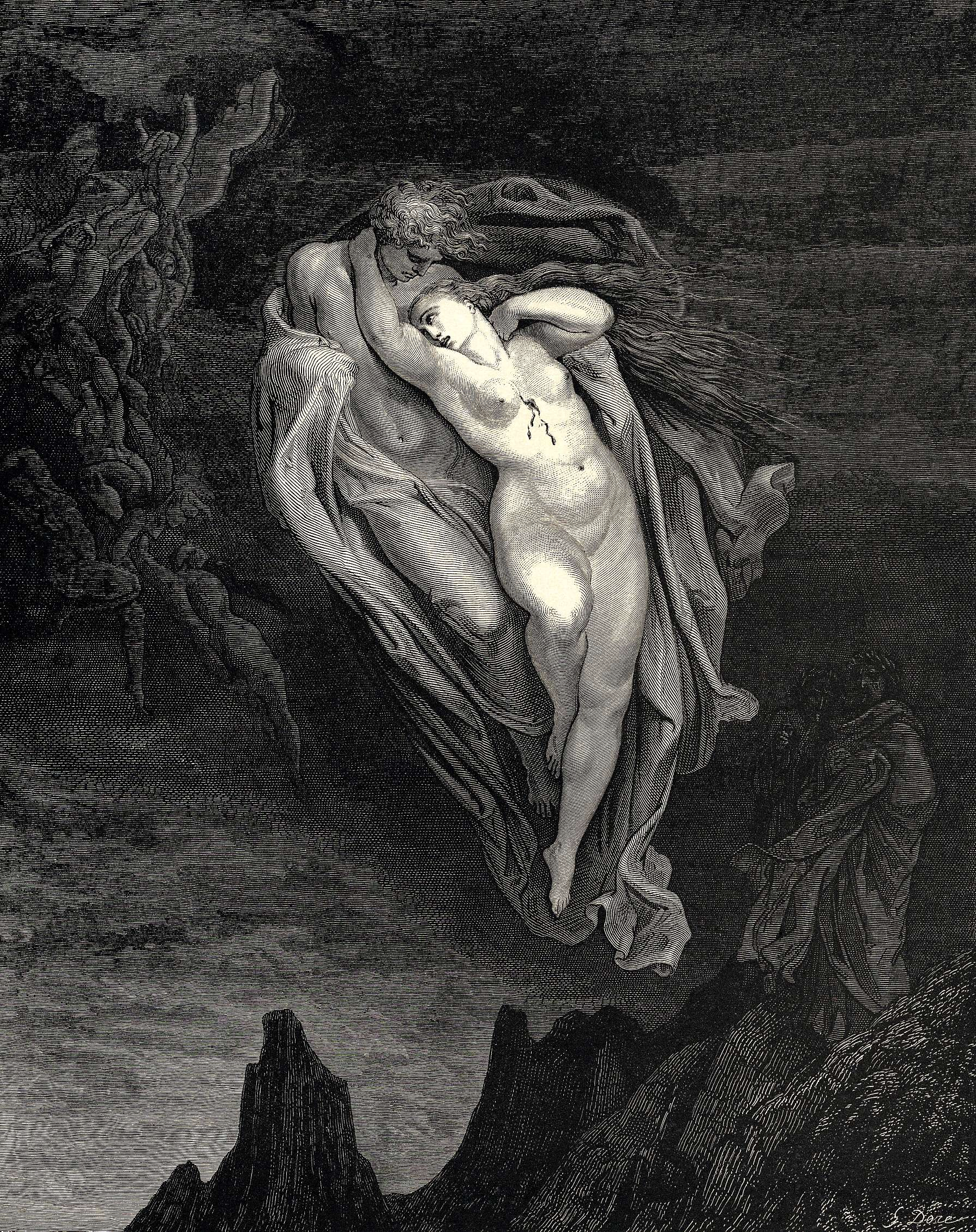
Gustave Doré
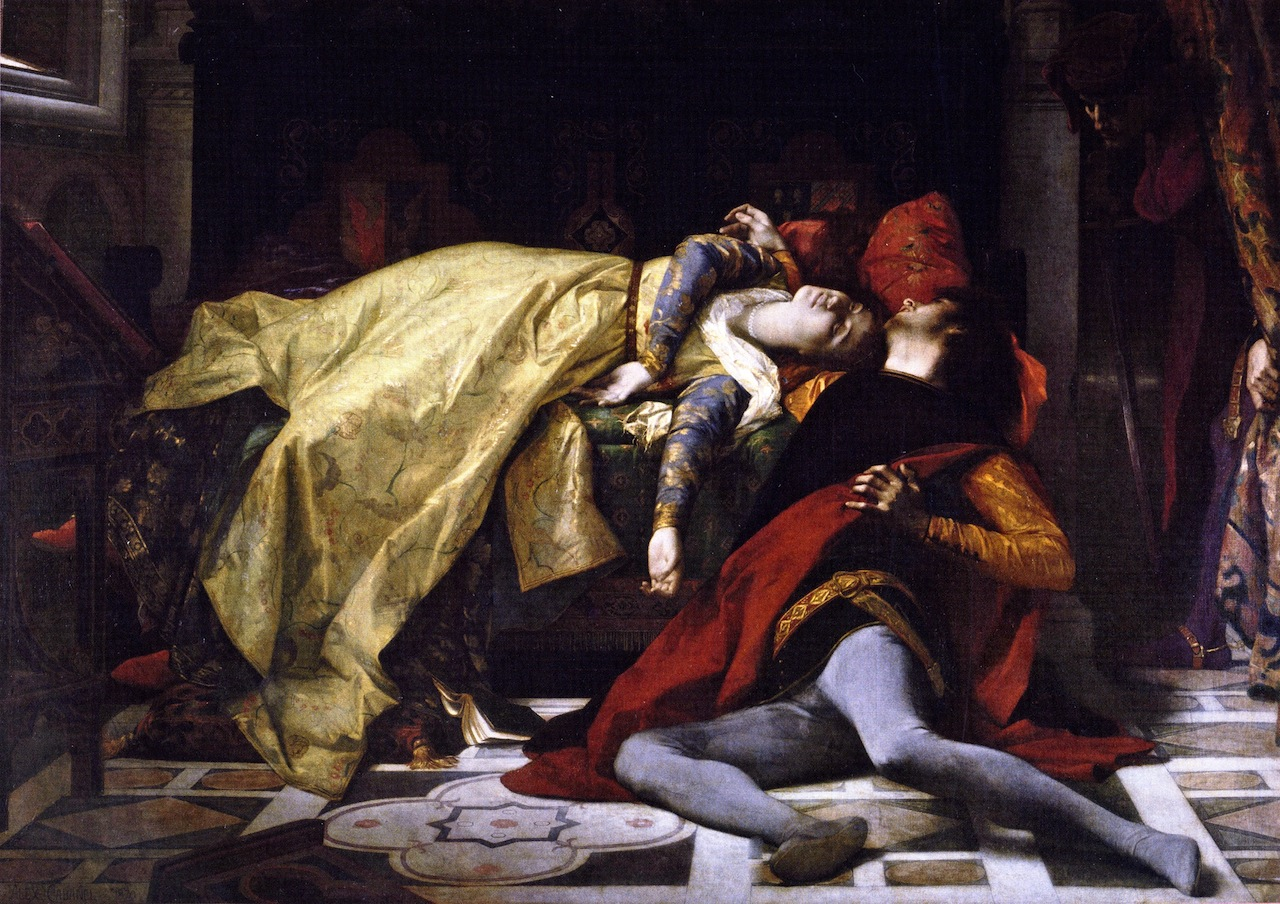
Alexandre Cabanel
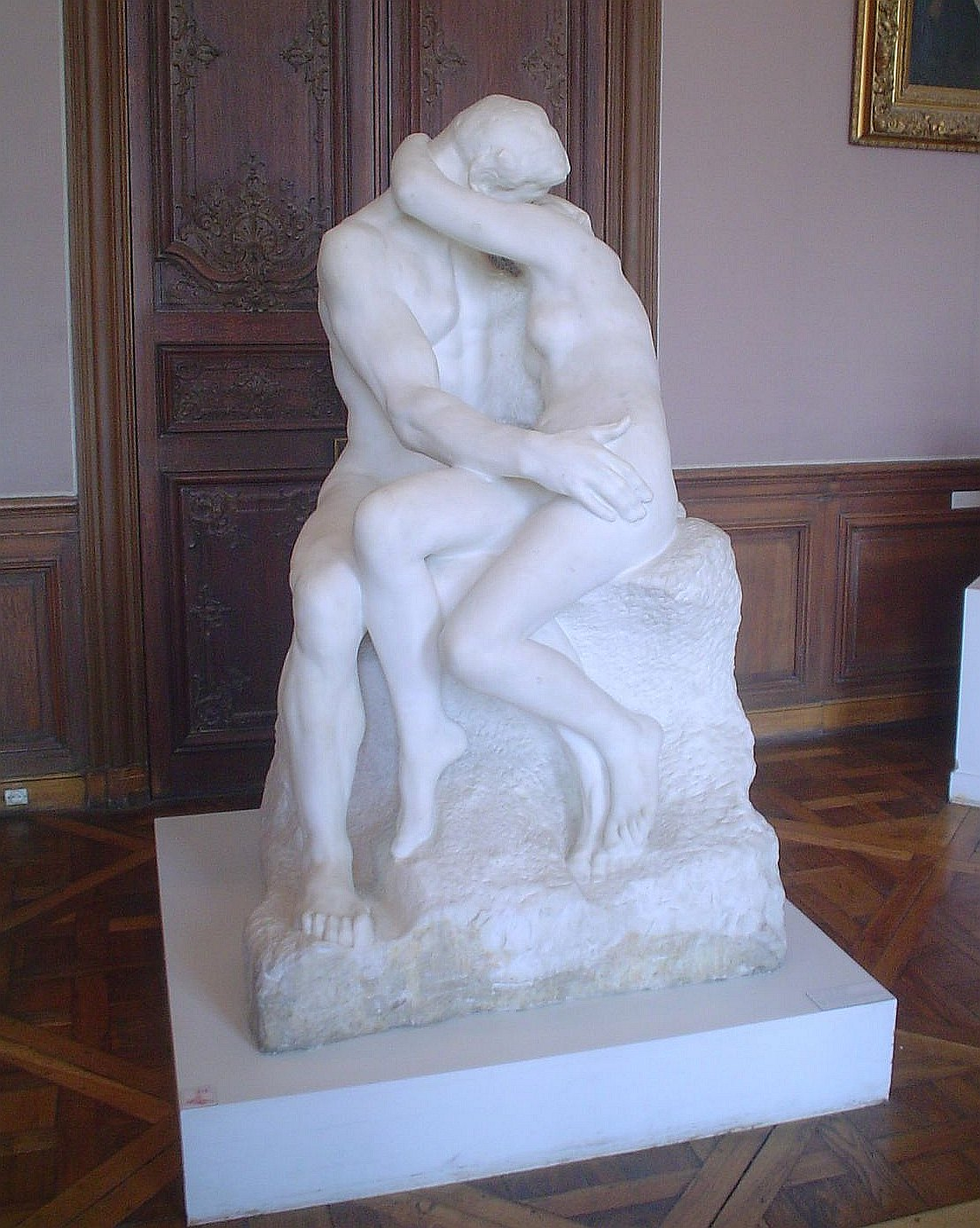
Auguste Rodin

### Musik
- Saverio Mercadante: Francesca da Rimini, Oper (1831, UA Martina Franca, 30. Juli 2016)
- Franz Liszt: Symphonie zu Dantes Divina Commedia (1857)
- Pjotr Iljitsch Tschaikowski: Francesca de Rimini, symphonische Dichtung (1876)
- Hermann Goetz: Francesca da Rimini, Oper (1876; Digitalisat des Klavierauszugs im Internet Archive)
- Ambroise Thomas: Françoise de Rimini, Oper (1882)
- Sergei Rachmaninow: Francesca da Rimini, Oper (1906)
- Luigi Mancinelli: Paolo e Francesca, Oper (1907)
- Franco Leoni: Francesca da Rimini, Oper (1914)
- Riccardo Zandonai: Francesca da Rimini, Oper nach Gabriele D’Annunzio (1914)
- Boris Blacher: Francesca da Rimini, Lied nach Dantes Textvorlage für Sopran und Violine (1955)
- Hozier: Francesca, Lied (2023)